# Enfer

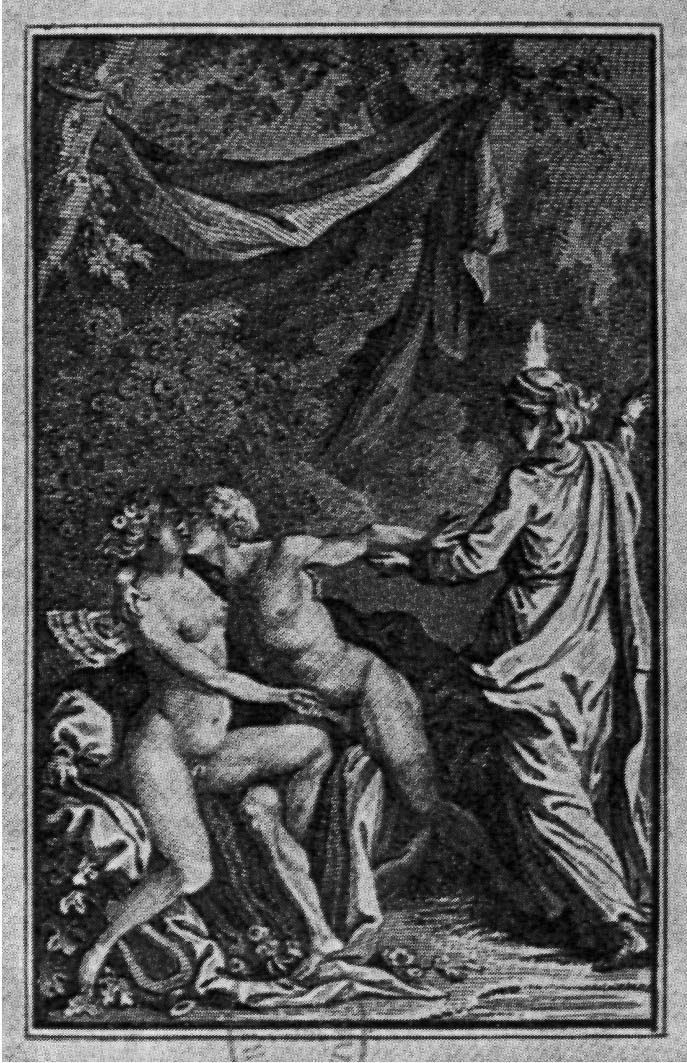
Rytina z knihy Thérèse philosophe (1785)

Enfer [ɑfɛʁ] (česky peklo) je označení pro dvě zvláštní oddělení Francouzské národní knihovny, která uchovávají literaturu a další dokumenty s erotickým a pornografickým obsahem. V první polovině 19. století vznikly dvě skupiny těchto dokumentů - v oddělení grafiky (dnes uložené v původním sídle na Rue de Richelieu) a v oddělení tisků (v nové budově na Rue de Tolbiac). Se svými zhruba 2000 publikacemi od 16. století do současnosti patří k nejvýznamnějším neveřejným knižním fondům. Skupina vyčleněných knih v oddělení tisků je dnes součástí fondu vzácných knih. Na tvorbě jejího prvního katalogu se podílel i Guillaume Apollinaire.

## Historie
Již katalog z konce 17. století v tehdejší královské knihovně odděloval knihy „dobré“ a „závadné“. Heterodoxní teologická pojednání nebo literatura a romány o lásce a dobrodružné příběhy byly odlišeny zvláštní značkou. Tyto texty byly z větší části uloženy v „kabinetu“ (pravděpodobně speciální skříni) a jejich počet až do Francouzské revoluce v roce 1789 nepřesáhl padesát kusů.
Není přesně známo, za jakých okolností došlo v 19. století ke vzniku zvláštního oddělení, které bylo charakterizováno jako „fort mauvais, mais quelquefois très-précieux pour les bibliophiles, et de grand valeur vénal“ (mimořádně trestuhodné, ale velmi cenné pro bibliofily a s velkou komerční hodnotou). V roce 1836 knihovna založila sbírku vzácných a cenných knih a v roce 1844 se v jejích inventářích poprvé objevil termín Enfer.

## Název
První knižní sbírka s tímto označením se připisuje klášteru v Paříži v Rue Saint-Honoré. Mniši ironicky označovali soubor shromážděných protestantských spisů jako peklo. Termín v tomto významu se všeobecně ujal ve 2. polovině 19. století, jak dokládá Laroussova encyklopedie Grand dictionnaire universel du XIXe siècle (Paříž 1866–1877), která jej definuje jako „endroit fermé d'une bibliothèque, où l'on tient les livres dont on pense que la lecture est dangereuse; exemple: l'Enfer de la Bibliothèque nationale“ (uzavřené oddělení knihovny, kde se nacházejí knihy, jejichž četba je nebezpečná; příklad: Enfer v Národní knihovně).
Také jiné významné knihovny obdobně vyčlenily erotickou literaturu do zvláštních fondů, které se nazývají např. Private Case (soukromá záležitost) v Britském muzeu, ***** v New York Public Library, Δ (řecká delta) v Kongresové knihovně nebo Φ (řecké fí) v Bodleian Library.

## Fond a jeho katalogizace
Po založení oddělení Enfer se započalo s podchycením uložených knih. Oproti očekávání se zde nacházelo jen málo publikací. V letech 1848-1850 byl Enfer předmětem veřejné diskuse, kdy byla knihovna obviňována z nedbalé správy a následné ztráty knih. V roce 1886 vzrostl počet titulů přes 700, v roce 2007 Enfer zahrnoval již na 2000 publikací od 16. století po současnost.
První zpracování fondu Enfer z konce 17. století, kdy byly knihy označeny značkou Y2, bylo přepracováno v roce 1886 a položky byly publikovány od roku 1896 v souborném katalogu Národní knihovny. V roce 1913 Apollinaire Guillaume spolu s dalšími vytvořil speciální katalog, který obnášel 854 titulů. Kritický katalog Pascala Pia v prvním vydání z roku 1978 zahrnoval asi 700 dalších titulů.

## Současnost
Práce Apollinaira a Pia významně přispěly ke všeobecnému uznání literatury v oddělení Enfer. V 80. letech vydalo nakladatelství Fayard sedmisvazkový výběr z románů oddělení Enfer se soudobými ilustracemi a vysvětlujícími úvody. Rovněž vědecké studie o předrevoluční pornografii nalezly své místo v kulturní historii.
Rozvoj knižního trhu, měnící se morální normy a zrušení cenzury změnily charakter sbírky. S masivní dostupností erotických a pornografických děl ztratil Enfer svůj původní smysl. I nadále shromažďuje knihy s erotickým tématem, ovšem jedná se pouze o vzácné tisky nebo bibliofie. Přístup ke knižnímu fondu je i nadále omezený, ne však přísněji než u jiných vzácných fondů, ovšem v současnosti z opačného důvodu, než dříve. Zatímco tehdejším smyslem bylo ochránit veřejnost před knihami, dnes jsou knihy ochraňovány před veřejností.